# کنیچی شیموکاوا
کنیچی شیموکاوا (به انگلیسی: Kenichi Shimokawa) بازیکن فوتبال اهل ژاپن و عضو تیم ملی فوتبال ژاپن است که در تاریخ ۱۰ ژوئن ۱۹۹۵ میلادی اولین بازی ملی‌اش را انجام داد. او در ۹ بازی ملی حضور داشت و آخرین بازی ملی خود را در تاریخ ۹ فوریه ۱۹۹۷ میلادی انجام داد. کنیچی شیموکاوا در بازی‌های ملی‌اش
گلی به ثمر نرساند.